# Fognano (Montale)
Fognano è una frazione del comune italiano di Montale, nella provincia di Pistoia, in Toscana.

## Storia
Fognano è stato il perfetto nascondiglio per i partigiani Pratesi durante la seconda guerra mondiale. Essi si nascondevano in lunghe gallerie sotterranee le cui entrate erano ben protette da porte blindate molto ampie.
Adesso rimane ben poco di questi siti.

## Monumenti e luoghi d'interesse
- Chiesa di San Martino,
- Fontana di Fognano,
- Chiesa di Santa Cristina,
- Miracolo di san Francesco, tabernacolo di Fognano, di Ardengo Soffici
- Opere di arte contemporanea,
- Il parco pubblico.[1]

## Sport
A Fognano è presente una squadra di calcio, il Rione Fognano.
A livello escursionistico è possibile percorrere la Via delle Agne, che collega Fognano a Tobbiana attraverso sentieri che si snodano tra torrenti (le Agne) e boschi. 

## Folclore
Da alcuni anni viene festeggiato "Fognano, un paese da paura" nella notte del 31 di ottobre, in occasione della festa di Halloween.